# Jamestown, Sjeverna Karolina
Jamestown je naselje u američkoj saveznoj državi Sjevernoj Karolini, u okrugu Guilford.

## Zemljopis i klima
Jamestown se nalazi u središnjem dijelu savezne države Sjeverne Karoline, u njenom okrugu Guilford.
Prostire se na 6,9 km², od čega je 6,9 km² kopneno područje, dok nema vodenih površina. Nalazi se na 244 metra nadmorske visine.

## Demografija
Po popisu stanovništva iz 2000. godine u naselju je živjelo 3.088 stanovnika, u 1.229 kućanstva s 924 obitelji s prebivalištem u gradu, dok je prosječna gustoća naseljenosti 447,5 stan./km².
Prema rasnoj podjeli u gradu živi najviše bijelaca, 86,79% i Afroamerikanaca, kojih ima 7,97%.

## Vanjske poveznice
- Službena stranica  Arhivirana inačica izvorne stranice od 6. siječnja 2010. (Wayback Machine) (engl.)

### Ostali projekti
|  | Zajednički poslužitelj ima još gradiva o temi Jamestown, Sjeverna Karolina |